# Hollywood Forever Cemetery
Hollywood Forever Cemetery é o cemitério das celebridades, localizado no número 6000 da Santa Monica Boulevard, em Hollywood, Los Angeles, Califórnia. Ao fundo do cemitério, mais ao norte, está localizado os Estúdios da Paramount e também da RKO Pictures. O "Beth Olam Cemetery", na seção do sudoeste, é um cemitério exclusivamente dedicado aos judeus.

## História
O cemitério foi fundado em 1899, numa área total de 100 acres (0.40 km²), que deveria funcionar como um memorial aos mortos. Por grande parte do século XX, o cemitério começou a tornar-se degradado. Acusações de má gestão financeiras fez com que o Estado da Califórnia proibisse a venda de novos lotes. Em 1998, às véspera do encerramento de um processo de falência, um homem chamado Tyler Cassity (da "Forever Enterprises") adquiriu a propriedade de 62 acres (250 000 m²) por US$ 375,000. Eles renomearam o cemitério de "Hollywood Forever", restauraram todo o local e o remodelaram. Até hoje, o cemitério ainda está na ativa.

## Lista de Famosos Enterrados no Cemitério

### A
- David Abel (1883–1973), cinematógrafo
- Walter Ackerman (1881–1938), ator
- Bert Adams (1891–1940), jogador
- Constance Adams (1874–1960), atriz
- Don Adams (1923–2005), ator/comediante
- Louis Adlon (1908–1947), ator
- Renée Adorée (1898–1933), atriz
- Gilbert Adrian (1903–1959), figurinista
- Helen Ainsworth (1902–1961), atriz/produtora
- Chester Bennington (1976 - 2017), cantor, produtor e ator.
- Frank Alexander (1879–1937), ator
- James Alexander (1914–1961), ator
- Lester Allen (1891–1949), ator
- Murray Alper (1904–1984), ator
- Sylvia Ashley (1904–1977), atriz/socialite
- Agnes Ayres (1898–1940), atriz
- Albert Edward Anson (1879–1936), ator
- Art Arthur (1911–1985), roteirista
- Jessica Pepper Arthur (1913–2003), atriz
- Max Asher (1885-1957), ator
- Gertrude Astor (1877–1977), atriz
- Charles Avery (1873–1926), ator

### B

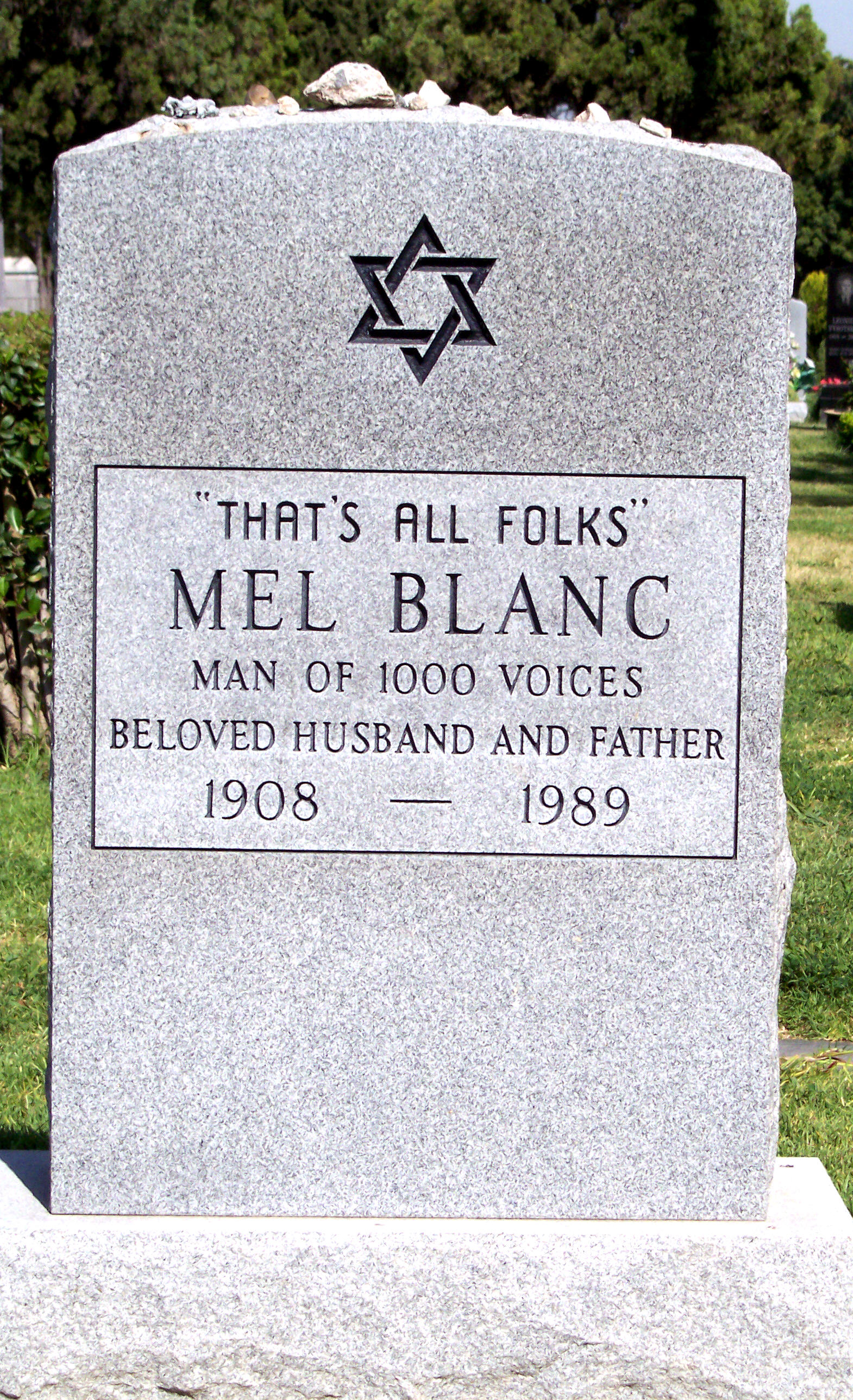
Túmulo de Mel Blanc

- Fred J. Balshofer (1877–1969), cineasta/produtor
- Leah Baird (1883–1971), atriz
- William Beaudine (1892–1970), cineasta
- Tony Beckley (1927–1980), ator
- Elmer Berger (1891–1952), inventor do espelho retrovisor
- Herman Bing (1889–1947), ator, fez a dublagem do personagem Dumbo
- Richard Blackwell (1922–2008), crítico de moda
- Mel Blanc (1908–1989), ator/comediante e dublador. O seu túmulo é famoso pelo epitáfio "That's all folks" (ou "Por Hoje é só, Pessoal")
- El Brendel (1890–1964), ator/comediante
- Coral Browne (1913–1991), atriz
- Peter Bruni (1931–1992), ator
- Edward Bunker (1933–2005), ator

### C

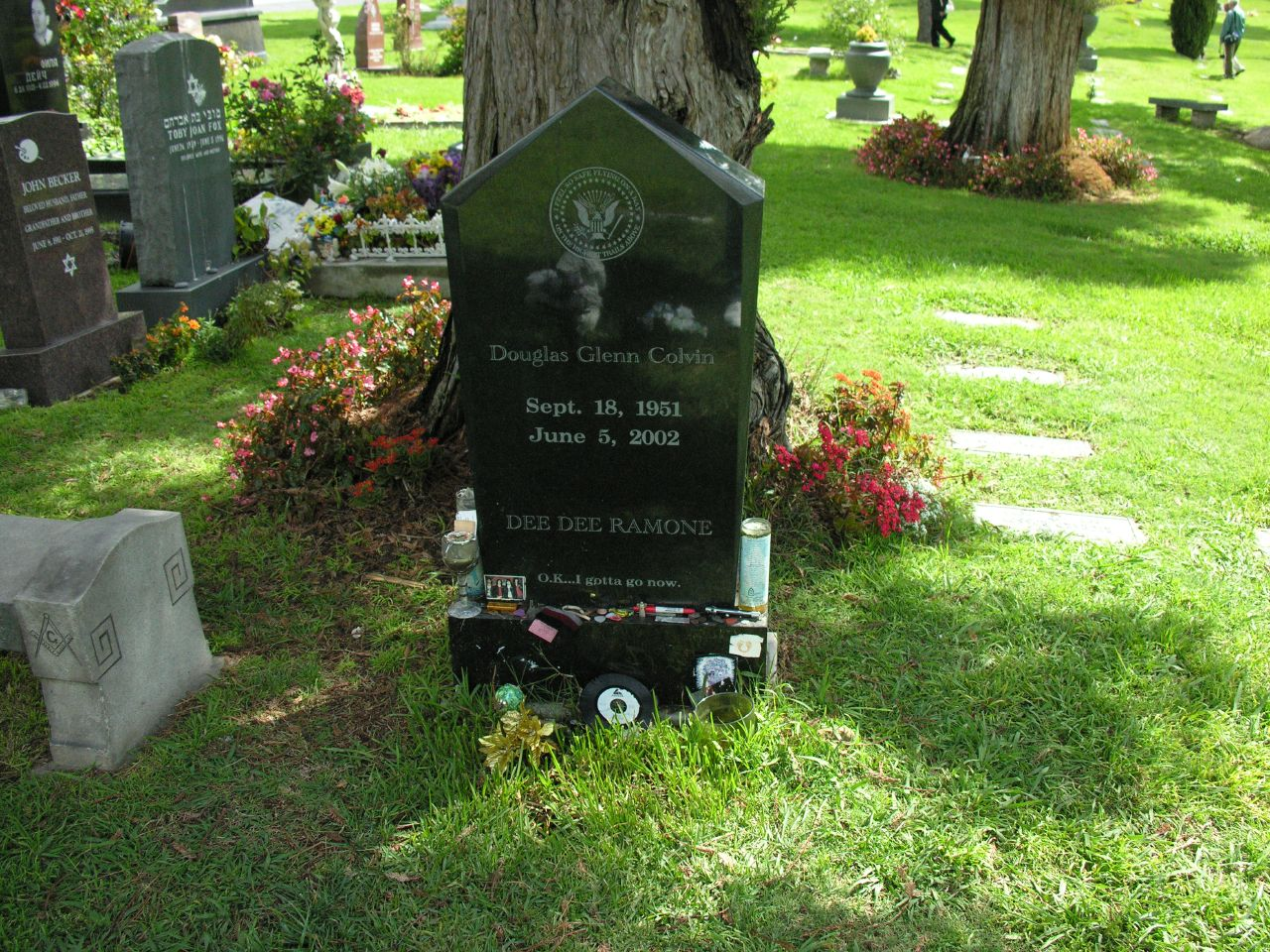
Túmulo de Dee Dee Ramone.

- Lynn Cartwright (1927–2004), atriz, mulher de Leo Gordon
- Orlando Costa (1929–2006), ministro português
- Louis Calhern (1895–1956), ator
- Charles Chaplin, Jr. (1925–1968), ator, filho de Charlie Chaplin
- Hannah Chaplin (1865–1928), mãe de Charlie Chaplin
- Luther Standing Bear, ator
- Al Christie (1881–1951), cineasta/produtor e roteirista
- Charles Christie (1880–1955), dono do estúdio
- Gertrude Claire (1852–1928), atriz
- William Andrews Clark, Jr. (1877–1934), fundador da Filarmônica de Los Angeles
- Lana Clarkson (1962–2003), atriz
- Otto Classen (1868–1939), artista
- Iron Eyes Cody (1907–1999), ator
- Harry Cohn (1891–1958), fundador da Columbia Pictures
- Alan Crosland (1894–1936), cineasta
- Cornelius Cole (1822–1924), senador
- Chris Cornell (1964-2017), cantor, compositor e guitarrista, vocalista do Soundgarden, Audioslave e Temple Of The Dog
- Douglas Glenn Colvin (nome de Dee Dee Ramone) (1951–2002), baixista dos Ramones

### D
- Cass Daley (1915–1975), atriz
- Viola Dana (1897–1987), atriz
- Karl Dane (1886–1934), ator/comediante
- Bebe Daniels (1901–1972), atriz
- Joe Dassin (1938–1980), cantor/compositor
- Marion Davies (1897–1961), atriz
- Cecil B. DeMille (1881–1959), cineasta/produtor
- William C. DeMille (1878–1955), cineasta/escritor
- Molly Dodd (1921–1981), atriz
- Richard Dunn (1936–2010), ator[1]

### E
- Maude Eburne (1875–1960), atriz
- Nelson Eddy (1901–1967), ator/cantor
- Kaye Valerie Elhardt (1935–2004), atriz

### F
- Douglas Fairbanks (1883–1939), ator
- Douglas Fairbanks, Jr. (1909–2000), ator
- Julia Faye (1893–1966), atriz
- Maude Fealy (1881–1971), atriz
- Charles K. Feldman (1904–1968), agente/produtor
- Walter L. Ferris (1883–1965), roteirista
- Flora Finch (1869–1940), atriz
- Peter Finch (1912–1976), ator
- Victor Fleming (1889–1949), cineasta
- John Taintor Foote (1881–1950), escritor
- Kathleen Freeman (1919–2001), atriz
- Joe Frisco (1889–1958), ator/comediante
- Leo Fuchs (1911–1994), ator

### G
- William Gable (1870–1948), pai do ator Clark Gable
- Ed Gardner (1901–1963), ator/comediante
- Judy Garland (1922-1969), artista[2][3]
- Janet Gaynor (1906–1984), atriz
- Carmelita Geraghty (1901–1966), atriz, esposa de Carey Wilson
- Estelle Getty (1923–2008), atriz
- Maury Gertsman (1907–1999), cinematógrafo
- Leo Gordon (1922–2000), ator, marido de Lynn Cartwright
- Elinor Remick Griffin, compositor
- Griffith J. Griffith (1850–1919)
- Gidget Gein (1969-2008), artista

### H

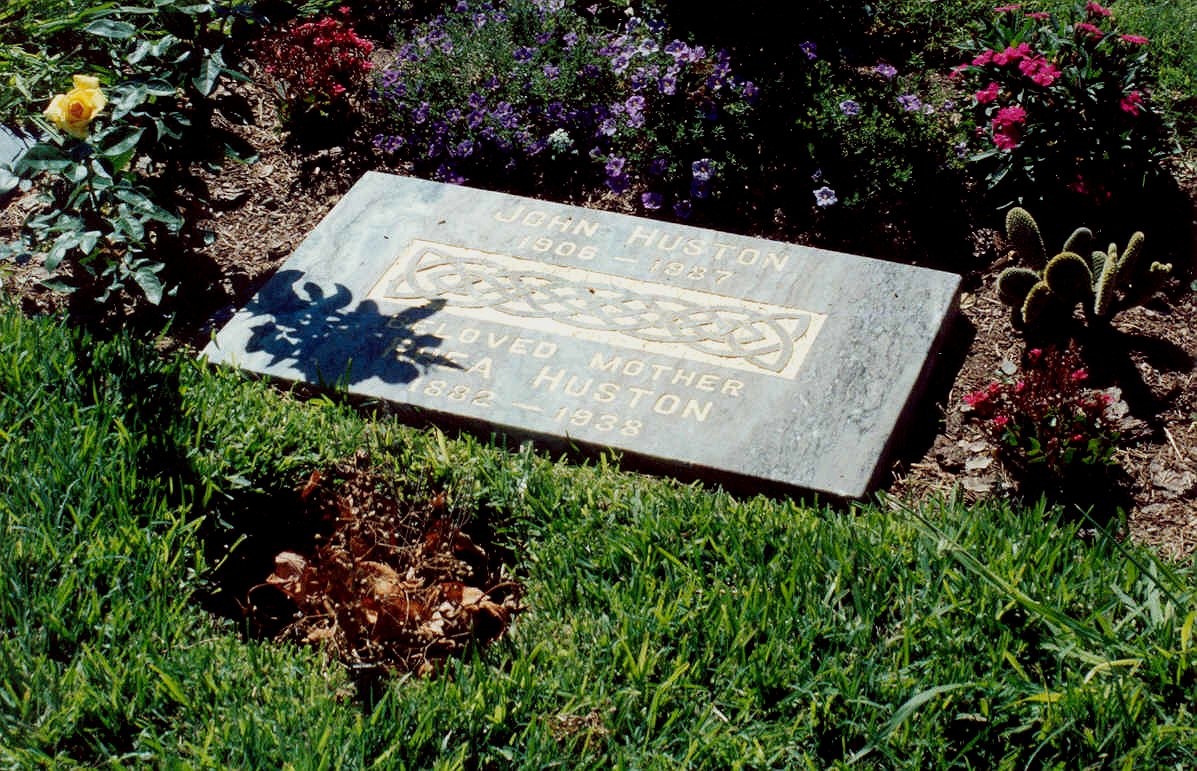
Túmulo de John Huston

- George Hackathorne (1896–1940), ator
- Joan Hackett (1934–1983), atriz
- Betty Blowtorch (1965–2001), músico
- John Hamilton (1887–1958), ator
- Curtis Harrington (1926–2007), cineasta
- Kenneth Harlan (1895–1967), ator
- George Harrison (1943–2001), músico, guitarrista dos The Beatles (cremação)
- Mildred Harris (1901–1944), atriz
- Jean Havez (1869–1925), compositora
- Wanda Hawley (1895–1963), atriz
- Lillie Hayward (1891–1977), atriz/roteirista
- Pauline Pfeiffer (1895–1951), esposa de Ernest Hemingway
- Woody Herman (1913–1987), músico
- Benjamin Franklin Hilliker (1843–1916)
- Allen Holubar (1890-1923)[4], ator, cineasta e produtor cinematográfico
- Darla Hood (1931–1979), atriz
- David Horsley (1873–1933), construiu o primeiro estúdio de Hollywood
- Jean Howard (1910–2000), atriz/fotógrafa
- John Huston (1906–1987), cineasta/roteirista
- Charles Hutchison (1879-1949), ator

### J
- Steve James (1952–1993), ator
- Rick Jason (1923–2000), ator
- Walter Jurmann (1903–1971), compositor

### K
- Olga Kaljakin (1950–2008), designer de pôster de filmes
- Bronisław Kaper (1902–1983), compositor
- Zoltán Korda (1895–1961), cineasta britânico
- Erich Wolfgang Korngold (1897–1957), compositor
- May Kitson (1869–1943), atriz

### L
- Don LaFontaine (1940–2008), dublador
- Arthur Lake (1905–1987), ator
- Barbara La Marr (1896–1926), atriz
- Arthur Landau (1888–1966), agente
- Jesse L. Lasky (1880–1958), pioneiro, fundador do que se tornou o Paramount Pictures
- Jesse Lasky, Jr. (1908–1988), roteirista
- Florence Lawrence (1886–1938), atriz, conhecida como "A Primeira Estrela de Filmes"
- Nolan Leary (1889–1987), ator
- Henry Lehrman (1886–1946), cineasta
- Edward LeSaint (1870–1940), ator
- Elmo Lincoln (1889–1952), ator
- Edwin Little (1955–2003), autor
- Perry Lopez (1929–2008), ator
- Peter Lorre (1904–1964), ator
- Ben Lyon (1901–1979), ator

### M

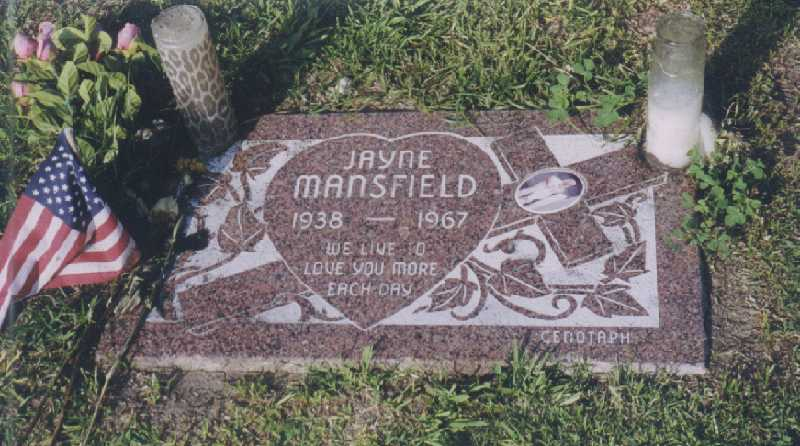
Túmulo de Jayne Mansfield.

- Jeanie MacPherson (1887–1946), atriz/roteirista
- Leo D. Maloney (1888–1929), ator/cineasta e produtor
- Jayne Mansfield (1933–1967), atriz
- Paul Marco (1925–2006), ator
- Tully Marshall (1864–1943), ator/produtor e cineasta
- Hattie McDaniel (1895–1952), atriz
- Darren McGavin (1922–2006), ator
- Adolphe Menjou (1890–1963), ator
- Frank Merrill (1893-1966), ginasta, dublê e ator de cinema[5]
- Sybil Adrian Merritt (1923–2004), atriz
- Traci Michaelz  (1974–2008), baterista do Peppermint Creeps.
- Charles B. Middleton (1874–1949), ator
- Arthur Charles Miller (1895–1970), cinematógrafo
- Sidney Miller (1916–2004), ator
- Laura Spellman (1890–1945), atriz
- Robert Mitchell (1912–2009), organista
- Jay Moloney (1965–1999), agente
- Paul Muni (1895–1967), ator

### N
- Nat Nadajan (1902–1974), ator
- John Neilson (1944–2000), ator
- Dudley Nichols (1895–1960), roteirista
- Maila Nurmi (1922–2008), atriz

### O
- Don Oreck (1930–2006), ator
- Harrison Gray Otis (1837–1917), editor do Los Angeles Times

### P
- Art Pepper (1925–1982), músico
- Barbara Pepper (1915–1969), atriz

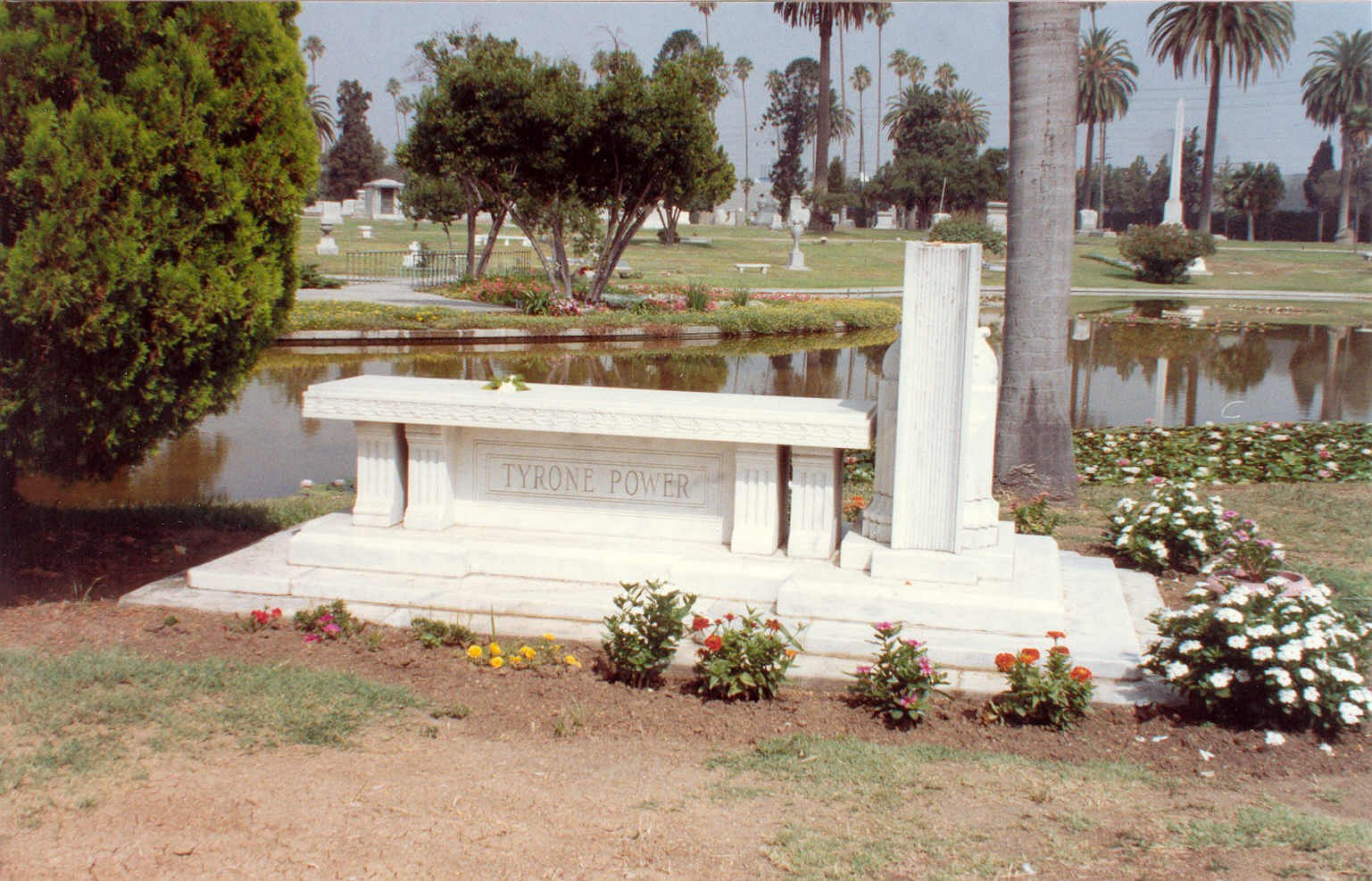
Túmulo de Tyrone Power

- Dorothy Phillips (1889-1980)[6], atriz
- Eleanor Powell (1912–1982), atriz/dançarina
- Tyrone Power (1914–1958), ator

### Q
- Christopher Quinn (1938–1941), filho do ator Anthony Quinn, que morreu afogado.

### R
- Luther James Rabb (1942–2006), músico
- Dee Dee Ramone (1952–2002), músico e baixista dos Ramones
- Johnny Ramone (1948–2004), músico e membro dos Ramones (suas cinzas foram colocadas dentro do pedestal de sua estátua)
- Virginia Rappe (1891–1921), atriz
- Marie Rappold (1879–1957), cantora de ópera
- Tom Reddin (1916–2004), chefe da Polícia de Los Angeles (1964–1969)
- Rodd Redwing (1904–1971), ator
- George Regas (1890–1940), ator
- Pedro Regas (1897–1974), ator
- Nelson Riddle (1921–1985), músico/compositor e líder de banda
- Al Ritz (1901–1965), ator/comediante
- Harry Ritz (1904–1985), ator/comediante
- Jimmy Ritz (1907–1986), ator/comediante
- Theodore Roberts (1861–1928), ator
- Edward G. Robinson, Jr. (1933–1974), filho do ator Edward G. Robinson
- Harold Rosson (1895–1988), cinematógrafo
- Jules Roth (1900–1998), gerente do Hollywood Forever

### S
- Tom Santschi (1880–1931), ator
- Ann Savage (1921–2008), atriz
- Joseph Schildkraut (1896–1964), ator
- Leon Schlesinger (1884–1949), chefe da animação da Warner Bros.
- Herman Schopp (1899-1954), cinematógrafo
- Vito Scotti (1918–1996), ator
- Rolfe Sedan (1896–1982), ator
- Aron Semel, (1939–2005), sobrevivente do Holocausto
- Harry Semels (1887–1946), ator
- Peggy Shannon (1910–1941), atriz
- Ronald Shedlo (1940–2007), produtor (foi também Executivo da Columbia Pictures nos anos 80), e assistente pessoal de Errol Flynn.
- Ann Sheridan (1915–1967), ator
- Bugsy Siegel (1906–1947), gângster
- Esta Krakower (1911–1982), esposa de Benjamin Siegel
- Ford Sterling (1883–1939), ator
- Yma Sumac (1922–2008), cantora, atriz
- Josef Swickard (1866–1940), ator
- Carl Switzer (1927–1959), ator
- Harold Switzer (1925–1967), ator
- Natasha Shneider (1956–2008), músico, atriz

### T
- Constance Talmadge (1898–1973), atriz
- Natalie Talmadge (1896–1969), atriz
- Norma Talmadge (1894[7]–1957), atriz
- Eva Tanguay (1879–1947), cantora
- Estelle Taylor (1894–1958), atriz
- William Desmond Taylor (1872–1922), cineasta, vítima de um crime (sem solução)
- Verree Teasdale (1906–1987), atriz, esposa de Adolphe Menjou
- Ethel Grey Terry (1882-1931), atriz
- Charles E. Toberman (1880–1981), construiu o Hotel Roosevelt
- Gregg Toland (1904–1948), cinematógrafo
- Noel Toy (1918–2003), atriz/dançarina, esposa de Carleton Young

### U
- Edgar Ulmer (1904–1972), ator

### V
- Rudolph Valentino (1895–1926), ator

### W
- George D. Wallace (1917–2005), ator
- Jean Wallace (1923–1990), atriz
- Henry B. Walthall (1878–1936), ator
- Steve Wayne (1920–2004), ator
- Clifton Webb (1889–1966), ator
- David White (1916–1990), ator
- Jonathan White (died 1988)
- Mae E. White (1885–1967), avó de Carol Burnett
- Marjorie White (1904–1935), atriz
- Hobart Johnstone Whitley (1847–1931), Nomeou Hollywood enquanto estava de lua-de-mel com a sua esposa. Em seu túmulo está escrito "O Pai de Hollywood".
- Harvey Henderson Wilcox (1832–1891), fundador da cidade de Hollywood
- Rozz Williams (1963–1998), músico
- Fay Wray (1907–2004), atriz
- Scott Weiland (1967-2015) cantor e front man das bandas Stone Temple Pilots e Velvet Revolver

### Y
- Victor Young (1899–1956), compositor

### Z
- Eric Zeisl (1905–1959), compositor